# Iatrofísica
La iatrofísica (del grec ἰατορία, medicina), coneguda també com a iatromecànica, va ser un corrent de la ciència mèdica sorgida en el segle xvii que buscava l'aplicació de la física per donar resposta als interrogants de la fisiologia i patologia humana. De caràcter reduccionista, va estar influenciada pels estudis de Descartes i Galileu, tenint relativa extensió en els cercles científics del sud d'Europa. La iatrofísica va caure ràpidament en l'oblit en favor d'altres branques de les medicines i les innovacions tècniques que va aportar van ser escasses.

## Iatrofísics notables
- Santorio Santorio, inventor del pulsòmetre (conegut originàriament com a pulsilogium) i investigador del metabolisme humà.
- James Jurin, investigador de la fluidodinàmica sanguínia i la gravetat específica de la sang.
- Giogio Baglivi, investigador de l'anatomia muscular.